# Піхлені
Піхлені (ест. Pihleni), також Піхлині (ест. Pihlõni) — село в Естонії, входить до складу волості Урвасте, повіту Вирумаа.